# مالته گوردینگر
لارشه مالته ایسی‌دور میرن‌بری گوردینگر (سوئدی: Larse Malte Isidor Myrenberg Gårdinger; زادهٔ ۲۳ ژوئیه ۲۰۰۰) بازیگر اهل سوئد است که بیشتر برای ایفای نقش آگوست در مجموعه نتفلیکس، جوانان سلطنتی (۲۰۲۱–۲۰۲۴) شناخته می‌شود. از سال ۲۰۲۱، او فعالیت موسیقایی خود را با نام هنری GIBBON آغاز کرده است.

## زندگی اولیه
گوردینگر فرزند پونتوس گوردینگر، شخصیت تلویزیونی سوئدی است.

## فیلم‌شناسی

### فیلم
| سال  | عنوان                          | نقش    | توضیحات |
| ---- | ------------------------------ | ------ | ------- |
| ۲۰۱۴ | آندرسون‌ها کوه‌ها را تکان می‌دهند | سانتوس |         |
| ۲۰۱۶ | #Will                          | ویلیام |         |
| ۲۰۱۷ | سرنوشت                         | یوهانس |         |
| ۲۰۲۲ | مثلث غم                        |        |         |
| ۲۰۲۳ | Ett sista race                 | چارلی  |         |
| ۲۰۲۵ | خواهر ناتنی زشت                | آیزاک  | [ ۶ ]   |

### تلویزیون
| سال       | عنوان          | نقش            | توضیحات |
| --------- | -------------- | -------------- | ------- |
| ۲۰۱۷      | Jordskott      | پسر نوجوان     |         |
| ۲۰۲۰      | Sjukt oklar    | یوسف           |         |
| ۲۰۲۰      | قتل‌های ساندهام | ونسان مارکلوند |         |
| ۲۰۲۱–۲۰۲۴ | جوانان سلطنتی  | آگوست          |         |
| ۲۰۲۱      | Skitsamma      | اولا           |         |
| ۲۰۲۱      | Gåsmamman      | کی             |         |